# نشان شاهنشاهی ایران
نشان شاهنشاهی ایران نشان رسمی دودمان پهلوی بین سال‌های ۱۳۱۱ تا ۱۳۵۷ خورشیدی بود. نشان شاهنشاهی اختصاص به مقام شاهنشاه داشت و شهبانو به همراه ولیعهد دارای نشان‌های مخصوص به خود بودند. در بیشتر مواقع نشان‌های شخصی شاهنشاه، شهبانو و ولیعهد بر پارچه‌ای به رنگ فیروزه‌ای نقش می‌بست و به عنوان پرچم سلطنتی استفاده می‌شد.

## تاریخچه
این نشان در سال ۱۳۱۱ طراحی گردید و جایگزین نشان سلطنتی قاجاریان شد. نمونه قاجاری شیر و خورشیدی بود احاطه شده میان یک شاخه بلوط و یک شاخه زیتون که تاج ویژه شاهان قاجار معروف به تاج کیانی بالای آن قرار می‌گرفت.
با روی کار آمدن رضاشاه حکومت جدید با وجود این که نشان شیر و خورشید را به عنوان نماد ملی ایران حفظ کرد اما در این دوره چهره شیر به صورت واقع‌بینانه‌تری ترسیم شد و چهره زنانه خورشید نیز حذف گردید. همچنین تاج پهلوی به عنوان نماد سلطنت جدید جای تاج کیانی را در بالای شیر و خورشید گرفت. با این حال نقش تاج کیانی تا انقراض سلطنت پهلوی بر روی نشان تاج که از نشان‌های افتخار مهم ایران در آن دوره بود باقی ماند.

## مشخصات
در وسط نشان یک سپر گرد قرار دارد که از چهار ربع تشکیل شده: ربع اول شیر و خورشید، ربع دوم فروهر، ربع سوم شمشیر ذوالفقار، ربع چهارم سیمرغ ساسانی و نگاره وسط سپر دماوند و خورشید در حال طلوع است. بر فراز سپر تاج پهلوی قرار دارد و در اطرافش زنجیر نشان پهلوی. در دو طرف سپر دو شیر نگه‌دار با شمشیر از سپر نگهبانی می‌کنند. در زیر نشان نیز شعار رسمی دودمان پهلوی یعنی مرا داد فرمود و خود داور است دیده می‌شود.

## نگارخانه

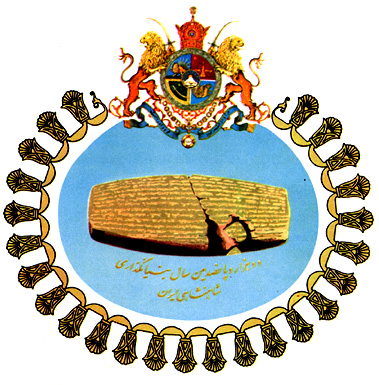
نشان شاهنشاهی ایران در بالای نشان رسمی جشن‌های ۲۵۰۰ ساله شاهنشاهی ایران
نشان شاهنشاهی در مرکز پرچم سلطنتی شاهنشاه ایران